# اس‌ام‌اس بلیتز

{{Infobox ship characteristics
اس‌ام‌اس بلیتز (به انگلیسی: SMS Blitz) یک کشتی بود که طول آن ۷۸٫۴۳ متر (۲۵۷ فوت ۴ اینچ) Length overall بود.